# Windows CardSpace
 (août 2020).
Si vous disposez d'ouvrages ou d'articles de référence ou si vous connaissez des sites web de qualité traitant du thème abordé ici, merci de compléter l'article en donnant les références utiles à sa vérifiabilité et en les liant à la section « Notes et références ».
Windows CardSpace (nom de code : InfoCard), est un système désormais obsolète de gestion d'identités par authentification unique mise en place par Microsoft pour son système d'exploitation Windows Vista. Microsoft a annoncé le 15 février 2011 son abandon, avant la sortie de la version 2.0, en faveur de U-Prove.

## Principes
- Les données sont stockées localement ; gestionnaire de mots de passe (Windows Live ID) ou sur un serveur (annuaire d'entreprise ou serveur compatible WS-Federation).
- Windows CardSpace est livré avec le framework .NET 3.0. Il est donc installé par défaut avec Windows Vista et disponible en téléchargement pour Windows XP et Windows Server 2003. Une mise à jour pour .NET 3.5 existe.
- La communauté Open Source Eclipse a pris exemple sur CardSpace pour le framework « Higgins » supporté par IBM et Novell. 
Ce framework s'est ouvert aux technologies concurrentes telles que CardSpace et OpenID.

## Sécurité
- CardSpace est basé sur fichier d'échange XML et un protocole sécurisé compatible Web Service ( WS-Security, WS-Trust, WS-MetadataExchange et WS-SecurityPolicy).
- CardSpace a accès à ces données (professionnelle, personnelle, administrative, adresse) par un code pin et dans un mode sécurisé pour contrer les chevaux de troie ou les keylogger.